# 이노쿠치촌 (히로시마현)
이노쿠치촌(井口村)은 히로시마현 사에키군에 있던 촌이다. 현재의 히로시마시에 해당한다.

## 역사
- 1889년 4월 1일 - 정촌제 시행에 의해 사에키군 지고젠촌이 발족하였다.
- 1956년 11월 1일 - 히로시마시에 편입에 의해 소멸하였다. 이후 히로시마시 이노쿠치정이 되었다.

## 교통

### 철도
- 히로시마 전철
  - 히로시마 전철 미야지마선

### 도로
- 국도 제2호선

## 참고문헌
- 『広島県の地名』（日本歴史地名大系 第35巻） 平凡社、1982年
- 『角川日本地名大辞典 第34巻：広島県』 角川書店、1987年　ISBN 4040013409
- 長船友則 『広電が走る街 今昔』 JTBパブリッシング、2005年　ISBN 4533059864